# Gerolamo Cavasola
Gerolamo Cavasola (Finale Ligure, 6 febbraio 1791 – Finale Ligure, 4 marzo 1836) è stato un ufficiale italiano.
Fu al servizio prima dell'Impero Napoleonico e poi del Regno di Sardegna.

## Biografia
È ricordato per aver guidato la carica di cavalleria dei carabinieri reali durante la battaglia di Grenoble; questo avvenimento costituì il battesimo del fuoco per la neonata Arma dei Carabinieri.
(Ordine del giorno del generale Vittorio Sallier De La Tour, 7 luglio 1815)
Si arruolò a 16 anni nell'8º reggimento cacciatori a cavallo, partecipando subito all'assedio di Kolberg in Pomerania, dove ricevette una prima ferita di sciabola. Promosso sottotenente nell'esercito napoleonico dal 1810, partecipò alle campagne del 1812, 1813 e 1814 riportando altre ferite. Fu promosso capitano dei Reali Carabinieri nel 1820. La sua carriera militare fu bruscamente interrotta a seguito dei moti patriottici del 1821, con i quali simpatizzò, pur non prendendovi parte. Fu dimissionato il 22 settembre 1821 per connivenza e stretta amicizia con i capi di rivolta della Brigata Alessandria (quelli che per primi avevano inalberato il tricolore agli ordini di Santorre di Santa Rosa, come ricorda anche Carducci nella poesia Piemonte). La vicenda delle dimissioni del Cavasola è analoga a quella del generale Alessandro Gifflenga, radiato ingiustamente per semplici ragioni ideologiche e reintegrato con onore nel 1839. Gerolamo Cavasola, però, morì troppo presto.